# Індіо (Каліфорнія)
Індіо (англ. Indio) — місто (англ. city) в США, в окрузі Ріверсайд штату Каліфорнія. Населення — 89 137 осіб (2020).

## Географія
Індіо розташоване в долині Коачелья, за 42 км на схід від міста Палм-Спрінгз, за 113 км від Ріверсайда і за 201 км від Лос-Анджелеса, за координатами 33°43′48″ пн. ш. 116°14′10″ зх. д. / 33.73000° пн. ш. 116.23611° зх. д. (33.729928, -116.235996). Відстань від міста до мексиканського кордону становить близько 138 км. За даними Бюро перепису населення США в 2010 році місто мало площу 75,60 км², з яких 75,58 км² — суходіл та 0,02 км² — водойми. В 2017 році площа становила 86,08 км², з яких 86,06 км² — суходіл та 0,02 км² — водойми. Індіо розташовується на висоті 4 м нижче рівня моря, за 24 км на північ від озера Солтон-Сі, рівень води якого розташоване на позначці 69 м нижче рівня моря.

### Клімат
Через те, що гори оточують місто з трьох сторін, клімат Індіо виключно теплий протягом усього року.
| Клімат : Індіо                    | Клімат : Індіо | Клімат : Індіо | Клімат : Індіо | Клімат : Індіо | Клімат : Індіо | Клімат : Індіо | Клімат : Індіо | Клімат : Індіо | Клімат : Індіо | Клімат : Індіо | Клімат : Індіо | Клімат : Індіо | Клімат : Індіо |
| Показник                          | Січ.           | Лют.           | Бер.           | Квіт.          | Трав.          | Черв.          | Лип.           | Серп.          | Вер.           | Жовт.          | Лист.          | Груд.          | Рік            |
| Абсолютний максимум, °C           | 36,1           | 37,8           | 40,0           | 43,3           | 49,4           | 50,6           | 51,7           | 49,4           | 50,0           | 46,1           | 38,3           | 35,6           | 51,7           |
| Середній максимум, °C             | 22,2           | 24,1           | 27,4           | 30,8           | 35,4           | 39,5           | 41,8           | 41,4           | 38,9           | 33,3           | 26,4           | 21,7           | 31,9           |
| Середній мінімум, °C              | 7,0            | 8,9            | 12,7           | 15,9           | 19,8           | 23,4           | 26,8           | 26,8           | 23,3           | 17,6           | 11,0           | 6,8            | 16,7           |
| Абсолютний мінімум, °C            | −10,6          | −6,7           | −3,9           | 0,6            | 3,3            | 7,2            | 15,0           | 13,3           | 7,8            | −0,6           | −5             | −8,3           | −10,6          |
| Норма опадів, мм                  | 14             | 16             | 11             | 1              | 2              | 0              | 1              | 14             | 1              | 7              | 5              | 16             | 87             |
| --------------------------------- | -------------- | -------------- | -------------- | -------------- | -------------- | -------------- | -------------- | -------------- | -------------- | -------------- | -------------- | -------------- | -------------- |
| Джерело: NOAA (normals 1981–2010) |                |                |                |                |                |                |                |                |                |                |                |                |                |

## Демографія
Згідно з переписом 2010 року, у місті мешкало 76 036 осіб у 23 378 домогосподарствах у складі 18 239 родин. Густота населення становила 1006 осіб/км².  Було 28971 помешкання (383/км²).
Расовий склад населення:
| - 61,5 % — білих - 2,4 % — чорних або афроамериканців - 2,2 % — азіатів - 1,0 % — корінних американців - 0,1 % — вихідців з тихоокеанських островів - 29,5 % — осіб інших рас |

До двох чи більше рас належало 3,4 %. Частка іспаномовних становила 67,8 % від усіх жителів.
За віковим діапазоном населення розподілялося таким чином: 30,1 % — особи молодші 18 років, 57,5 % — особи у віці 18—64 років, 12,4 % — особи у віці 65 років та старші. Медіана віку мешканця становила 32,2 року. На 100 осіб жіночої статі у місті припадало 97,3 чоловіків;  на 100 жінок у віці від 18 років та старших — 94,5 чоловіків також старших 18 років.
Середній дохід на одне домашнє господарство  становив 66 218 доларів США (медіана — 50 525), а середній дохід на одну сім'ю — 70 797 доларів (медіана — 55 014). Медіана доходів становила 37 397 доларів для чоловіків та 34 859 доларів для жінок. За межею бідності перебувало 19,5 % осіб, у тому числі 27,8 % дітей у віці до 18 років та 12,7 % осіб у віці 65 років та старших.
Цивільне працевлаштоване населення становило 33 698 осіб. Основні галузі зайнятості: мистецтво, розваги та відпочинок — 19,1 %, освіта, охорона здоров'я та соціальна допомога — 18,4 %, роздрібна торгівля — 13,5 %, науковці, спеціалісти, менеджери — 12,2 %.

## Економіка
Економіка Індіо ґрунтується головним чином на сільському господарстві та туризмі.

## Транспорт
На північно-західній частині міста розташований аеропорт Бермуда-Дюнс. Через Індіо проходить Каліфорнійське шосе № 111 (SR 111), яке з'єднує місто з міжштатним шосе I-10 (на півночі) і з Мехікалі (на півдні).